# تاكو واتاناب
تاكو واتانابً (باليابانية: 渡辺 卓) (9 نوفمبر 1971 في إيباراكي في اليابان – )؛ هو لاعب كرة قدم ياباني سابق كان يلعب كمدافع.

## وصلات خارجية
- تاكو واتاناب على موقع رابطة كرة القدم اليابانية للمحترفين (اليابانية)
- تاكو واتاناب على موقع عالم كرة القدم.نت (الإنجليزية)